# Cal protestar fins i tot quan no serveix de res
Cal protestar fins i tot quan no serveix de res és un recull d'articles en premsa de l'escriptor català Manuel de Pedrolo i Molina editat l'any 2000 per l'editorial Edicions el Jonc. El llibre conté articles publicats a l'Avui, a Serra d'Or, al Diario de Barcelona i a Tele/Estel sobre plantejament socials i ideològics de l'escriptor, a més d'alguns materials dispersos. Foren publicats originalment des del 1964 fins al 1989, un any abans de morir.